# Sukeban
Sukebanはアメリカ合衆国を拠点とする女子プロレスプロモーション。

## 概要
2022年7月、水面下でマッチメイカーとしてブル中野が参加。旗揚げ後の同年10月にはコミッショナーに就任した。
2023年9月1日、設立を発表。ティザー映像はアメリカ市場がターゲットであるにもかかわらず、全編日本語音声で制作されており、アニメーション映像が多く使用された。
9月21日にニューヨークで開催された旗揚げ戦のチケットは9月1日の発売開始後わずか2時間で完売した。

## 特徴
参戦選手の殆どが日本の団体で活動している選手である。また、ほぼ全ての選手に通常とは異なるリングネームやギミックが付与されており、コスチュームなども大きく異なっている。
多くの著名なデザイナーが関わっており、チャンピオンベルトはマーク・ニューソンが、レスラーのコスチューム及び商品デザインはオランピア・ル・タンが、帽子はステファン・ジョーンズが、ネイルアートはMEI KAWAJIRIが、イラストはさかなこうじが担当していると報道されている。

## 選手
※括弧内は日本でのリングネーム
The Vendals
- OTAKU-CHAN (米山香織)
- MIDNIGHT PLAYER (Aoi)
- ATOMIC BANSHEE (ラム会長)
- BINGO (松本浩代)

Cherrybomb
- SUPERSONIC (夏樹☆たいよう)
- CRUSH YUU (優宇)

DANGEROUS LIAISONS
- QUEEN OF HEARTS (高瀬みゆき)
- COUNTESS SAORI (安納サオリ)
- COMMANDER NAKAJIMA (中島安里紗)
- LADY ANTOINETTE (世羅りさ)
- Countess Rea Seto (瀬戸レア)
- VICTORIA YUZUKI (ビクトリア弓月)

HARAJUKU STARS
- MAYA MAMUSHI (雪妃真矢)
- BABYFACE (杏ちゃむ)
- ICHIGO SAYAKA (ウナギ・サヤカ)
- Saki Bimi (SAKI)

### Tokyo Toys
- Delirious Dolly (TBA)
- SMACK IN THE BOX (TBA)

ユニット無所属
- STRAY CAT  (稲葉ともか)
- KONAMI (小波[7])
- Sareee Bomb（Sareee）
- Rina Yamashita（山下りな）